# فاوستو ألفارادو
فاوستو ألفارادو (بالإسبانية: Fausto Alvarado)‏ هو محامي بيروفي، ولد في 12 يوليو 1950 في ليما في بيرو، وتوفي بنفس المكان في 15 سبتمبر 2019.